# Municipio de Brower
El municipio de Brower (en inglés: Brower Township) es un municipio ubicado en el  condado de Randolph en el estado estadounidense de Carolina del Norte. En el año 2010 tenía una población de 1.409 habitantes.

## Geografía
El municipio de Brower se encuentra ubicado en las coordenadas 35°33′48.5″N 79°38′13.1″O / 35.563472, -79.636972.